# Памятное (Черниговская область)
Па́мятное (укр. Пам'ятне) — село, расположенное на территории Борзнянского района Черниговской области, (Украина). Расположено в 43 км на юго-запад от райцентра Борзна. Население — 401 чел. (на 2006 год). Село возникло как пристанционный посёлок железнодорожной станции Круты и носило название станции до 1947 года, когда переименовано в Памятное. Вблизи села находится Мемориал памяти героев Крут.